# Berlinite
La berlinite è un minerale appartenente al gruppo omonimo.